# Holtbyrnia intermedia
Holtbyrnia intermedia är en fiskart som först beskrevs av Sazonov, 1976.  Holtbyrnia intermedia ingår i släktet Holtbyrnia och familjen Platytroctidae. Inga underarter finns listade i Catalogue of Life.